# Murgaš
Murgaš (en serbe cyrillique : Мургаш) est un village de Serbie situé dans la municipalité d’Ub, district de Kolubara. Au recensement de 2011, il comptait 566 habitants.

## Démographie

### Évolution historique de la population
| 1948 | 1953 | 1961 | 1971 | 1981 | 1991 | 2002 | 2011 |
| ---- | ---- | ---- | ---- | ---- | ---- | ---- | ---- |
| 590  | 571  | 571  | 580  | 574  | 565  | 559  | 566  |

|  |